# Xian de Rongcheng
Pour les articles homonymes, voir Rongcheng (homonymie).
Le xian de Rongcheng (容城县 ; pinyin : Róngchéng Xiàn) est un district administratif de la province du Hebei en Chine. Il est placé sous la juridiction de la ville-préfecture de Baoding.

## Démographie
La population du district était de 242 618 habitants en 1999.